# 2019 en mathématiques
Cet article présente les faits marquants de l'année 2019 en mathématiques.

## Prix
- Prix Abel en mathématiques : Karen Uhlenbeck

## Décès
- 11 janvier : Michael Atiyah (né en 1929), mathématicien anglais, médaille Fields en 1966.
- 23 janvier Jean-Pierre Wintenberger (né en 1954), mathématicien français.
- 29 janvier : Jean-Marc Fontaine (né en 1944), mathématicien français.
- Nino Boccara (né en 1931), mathématicien et physicien français.
- 29 mars : Harry Kesten (né en 1931), mathématicien américain.
- 3 mai : Gorō Shimura (né en 1930), mathématicien japonais.
- 14 juillet : Hoàng Tụy (né en 1927), mathématicien vietnamien.
- 13 août : Christian Mauduit (né en 1959), mathématicien français.
- 4 septembre : Patrick Dehornoy (né en 1952), mathématicien français.
- 6 septembre : Maurice Caveing (né en 1923), philosophe et historien des mathématiques français.
- 16 octobre : John Tate (né en 1925), mathématicien américain.
- 24 décembre : Karen D. King (née en 1971), mathématicienne américaine.